# Pic de Chamoissière
Le pic de Chamoissière est un sommet du massif des Écrins qui culmine à 3 207 mètres d'altitude dans le département français des Hautes-Alpes.

## Toponymie
Le toponyme de Chamossière serait d'origine celto-ligure venant de « calm », le sommet. Dans le passé, le pic de Chamoissière a également été nommé Chamoussier ou Chamossy.

## Géographie
Le pic de Chamoissière est le point culminant d'une arête orientée nord-sud qui se dresse au-dessus de l'Alpe de Villar d'Arène comprenant également le signal de Chamoissière (3 019 m) et le pic ouest de Chamoissière (3 095 m). Situé à une fourche entre deux vallées, la Romanche y prend sa source sur son versant occidental et le col d'Arsine se trouve sur son versant oriental. La brèche Gaspard sépare le pic de Chamoissière du pic du Dragon (3 188 m).

## Premières ascensions
- 20 juillet 1899 - versant nord et arête nord-ouest par Maximin Gaspard, Jeanne Kayser et Joseph Turc.
- 28 juin 1953 - arête sud par A. Rannou et Jacques Piégeay.
- 26 juin 1991 - goulotte Cret par X. Cret.
- 26 novembre 2004 - couloir est du signal (voie Véronique) au pic ouest de Chamoissière par Henri Bizot et Philippe André.

## Alpinisme et ski
- Arête sud : AD.
- Couloir Véronique au pic ouest de Chamoissière : AD.
- Goulotte Cret : D+.
- Divers itinéraires de ski de pente raide de difficulté variable permettent de descendre les flancs du pic de Chamoissière dont le couloir de la baïonnette (5.2 E3).

## Accès
- Refuge de l'Alpe de Villar d'Arène (CAF).
- Chalet-refuge de Chamoissière.